# Wonderland (プロジェクトチーム)
Wonderlandは、ビーエスエム株式会社に所属する、北川吟や北川暁を中心とした所属クリエイターによるコラボレーションプロジェクトチーム。作詞・作曲・プロデュース活動を展開する。

## 楽曲提供
- 嵐
  - Happiness（作詞）
  - Step and Go（作詞）
  - Once Again（作詞）
  - マイガール（作詞）